# کاپی‌رایت اودنس
کاپی‌رایت اودنس یا شاهد حق تکثیر (انگلیسی: Copyright Evidence) یک وبگاه ویکی است. این دانشنامه ویکی به زبان انگلیسی نوشته شده و در بردارنده مطالعات حقوقی درباره حق تکثیر است. هدف این وبگاه آگاهی دادن به عموم و توسعه سیاست‌ها مبتنی بر شواهد و مدارک است. راه‌اندازی این وبگاه توسط CREATe  در دانشگاه گلاسگو انجام شد.